# Preußischer DT 2
Der Preußische DT 2 (Bauart Stoltz) war ein Dampftriebwagen bei den Preußischen Staatseisenbahnen. Die zwei Exemplare wurden 1906 für die Erprobung von Triebwagen beschafft, konnten sich gegen andere ebenfalls getestete Triebwagen aber nicht durchsetzen.

## Geschichte
Anfang des 20. Jahrhunderts wurde von den Preußischen Staatsbahnen die Erprobung von Triebwagen beschlossen, neben mehreren benzolgetriebenen und elektrischen Exemplaren sollten auch Dampftriebwagen getestet werden. Bereits 1903 wurden von der Eisenbahndirektion Hannover fünf Dampftriebwagen beschafft. Diese Fahrzeuge überzeugten jedoch im Betrieb nicht.
Bei der Hannoverschen Maschinenbau AG wurden 1906 zwei weitere Dampftriebwagen in Auftrag gegeben, von denen einer kohle- der andere ölgefeuert sein sollte. Am 25. Juni 1908 wurde das kohlegefeuerte Modell für einen Stückpreis von 54.200 Goldmark ausgeliefert. Die Probefahrten im Sommer 1908 verliefen erfolgversprechend, sodass er ab dem 17. Juli 1908 im normalen Personenverkehr eingesetzt wurde. Der zweite, nunmehr ölgefeuerte Wagen wurde Ende des Jahres 1908 geliefert. Zunächst wurden die Fahrzeuge als Stoltz'sche Dampftriebwagen bezeichnet. 1910 erhielten sie die Bezeichnung DT 2, doch bereits im selben Jahr wurde der kohlebefeuerte Wagen als Ersatzteilspender für das Ölfahrzeug abgestellt. Ursache waren die häufigen technischen Defekte der Triebwagen. Zwar war ursprünglich der Einbau anderer Dampflokomotivkessel vorgeschlagen worden, doch dies wurde nicht durchgeführt.
Der weitere Verbleib der beiden Wagen ist nicht genau geklärt, vermutlich wurde ein Wagen 1922 zu einem vierachsigen Personenwagen umgebaut.

## Technische Merkmale

### Dampfmaschine
Herausragende Besonderheit der Dampftriebwagen waren der eigens konstruierte Rohrplattenkessel von Ingenieur Stoltz (nach dem die Triebwagen zunächst auch benannt wurden). Die Verdampfungsheizfläche wurde von senkrecht im oberen Feuerraum stehenden Rohrplatten gebildet. Die gesamte Maschine lief in einem Ölbad und war komplett staubdicht.
Der Wassertank war unterhalb angebracht, die Kohle- bzw. Ölvorräte wurden neben dem Kessel gespeichert. Zum Abbremsen des Fahrzeugs war lediglich eine Wurfhebelbremse vorhanden.

### Wagen
Der Wagen entsprach den damals gebauten preußischen Personenwagen. Der Wagenkasten wurde aus profiliertem Eisen genietet und war mit einem verblechten Holzaufbau mit Oberlicht versehen.
Unterteilt war der Wagen in drei Abteile. Das 4,25 m lange Abteil hinter dem Dampfkessel war mit Holzbänken ausgestattet und bildete die 4. Klasse. Da die Bänke entlang der Wand angebracht waren, war es für die Passagiere auch als Traglastenabteil geeignet. In der Wagenmitte befand sich ein schmaleres Abteil mit 1,85 m Länge, welches durch die Größe später eventuell in ein Abteil der zweiten Klasse mit Polsterbänken umgebaut werden konnte. Dies wurde jedoch nicht durchgeführt. Das dritte Abteil, welches 4,65 m lang war, war ebenfalls für die 3. Klasse ausgewiesen.
Obwohl eigentlich nur für Einrichtungsbetrieb vorgesehen, besaßen die Wagen an beiden Enden komplett ausgestattete Führerstände.

## Einsatz
Zunächst wurde der erste Wagen zwischen Lehrte und Hannover ausgiebig getestet. Am Ende des Jahres 1908 wurden beide Wagen in Limburg a.d. Lahn stationiert, wo bereits 1910 eins der beiden Fahrzeuge abgestellt wurde.